# Orindiúva
Orindiúva é um município brasileiro no estado de São Paulo. Tem uma população de 6 024 habitantes (IBGE/2022). A cidade Faz parte da região metropolitana de São José do Rio Preto.

## Topônimo
"Orindiúva" deriva de urindeúva, o termo da língua geral meridional para "aroeira". De acordo com o Instituto Brasileiro de Geografia e Estatística, o topônimo foi criado em 1935, numa referência à grande quantidade desse tipo de árvore na região.

## História
De ocupação inicial ameríndia como todo o resto do território nacional, a atual cidade de Orindiúva originou-se em 1929 com o loteamento e venda de terrenos de dez a trinta alqueires oriundos da propriedade rural de Maria Batistina Dias. Uma área de três alqueires às margens do córrego Barreirão foi reservada para a formação do patrimônio da cidade. O nome inicial da localidade foi "Vila Toledo", em homenagem ao nome da família que doou parte do terreno para a formação do patrimônio da cidade. Dentre os moradores desse período, destacam-se as famílias de Francisco Tomaz de Aquino, Gil Cândido da Silva, Alcides Alves Ferreira, Herculano Muniz, Juca Dominiciano, Jerônimo Nunes e Veloso de Almeida, bem como as de inúmeros imigrantes espanhóis, italianos e japoneses. Inicialmente, a economia da cidade girou em torno do cultivo de arroz, milho e algodão. Em 1929, foi erguido um cruzeiro na praça da cidade. Também foi inaugurada uma capela dedicada a Santa Teresinha, a padroeira da cidade. Nessa época, os comerciantes Deolino Furtado, João Pires e Antônio Milanês se estabeleceram nas primeiras ruas da cidade, que foram projetadas pelo topógrafo Juca Veloso.
Em 12 de março de 1935, a cidade foi elevada à categoria de distrito pertencente ao município de Olímpia, alterando seu nome para Orindiúva. Em 30 de novembro de 1938, passou a pertencer ao município de Paulo de Faria. Em 28 de fevereiro de 1964, obteve sua autonomia como município. A partir da década de 1970, cresceu o cultivo de cana-de-açúcar na cidade, destinado à produção de álcool.

## Geografia
Localiza-se a uma latitude de 20º10'56" sul e a uma longitude 49º21'05" oeste, estando a uma altitude de 633 metros. Possui área de 248,1 km².

## Demografia

### População
| Crescimento populacional                             | Crescimento populacional | Crescimento populacional | Crescimento populacional |
| Ano                                                  | População Total          |                          | %±                       |
| ---------------------------------------------------- | ------------------------ | ------------------------ | ------------------------ |
| 1970                                                 | 2 443                    |                          | —                        |
| 1980                                                 | 2 118                    |                          | −13,3%                   |
| 1991                                                 | 3 046                    |                          | 43,8%                    |
| 2000                                                 | 4 161                    |                          | 36,6%                    |
| 2010                                                 | 5 675                    |                          | 36,4%                    |
| 2022                                                 | 6 024                    |                          | 6,1%                     |
| Est. 2024                                            | 6 145                    | [ 9 ]                    | 2,0%                     |
| Fontes: Censos Demográficos IBGE e Estimativas SEADE |                          |                          |                          |

### Dados demográficos
Dados do Censo - 2010:
População total: 5 675
- Urbana: 5 223
- Rural: 452
- Homens: 2 899[13]
- Mulheres: 2 776

Densidade demográfica (habitantes por quilômetro quadrado): 22,87
Dados do Censo - 2000:
Mortalidade infantil até 1 ano (por mil): 17,97
Expectativa de vida (anos): 70,13
Taxa de fecundidade (filhos por mulher): 2,36
Taxa de alfabetização: 89,76%
Índice de Desenvolvimento Humano (IDH-M): 0,776
- IDH-M Renda: 0,715
- IDH-M Longevidade: 0,752
- IDH-M Educação: 0,862

(Fonte: IPEADATA)

## Infraestrutura

### Comunicações
O sistema de telefones automáticos foi inaugurado na cidade em 1981 pela Telecomunicações de São Paulo (TELESP), que também implantou o sistema de discagem direta à distância (DDD) em 1985 com o código de área (0172). Anteriormente a cidade era atendida pela Companhia Telefônica Brasileira (CTB).
Na década de 90 o código DDD da cidade foi alterado para (017), para padronização do sistema telefônico com a telefonia celular que estava sendo implantada em todo o estado.

## Religião
O Cristianismo se faz presente na cidade da seguinte forma:

### Igreja Católica
- A igreja faz parte da Diocese de São José do Rio Preto.[18]

### Igrejas Evangélicas
- Assembleia de Deus Ministério do Belém.[19][20]
- Congregação Cristã no Brasil.[21]